# Біла криниця (заказник)
Біла криниця — ландшафтний заказник місцевого значення в Україні. Розташований на території Березнегуватського району Миколаївської області, у межах Білокриницької сільської ради.
Площа — 25 га. Статус надано згідно з рішенням Миколаївської обласної ради від № 20 від 18.03.1994 року задля охорони флористичних комплексів неогенових кристалічних відслонень.
Заказник розташований на правому березі річки Інгулець зі скелястими виходами, розташований на південь від села Біла Криниця.